# Keban Agung (Lawang Kidul)
Keban Agung is een bestuurslaag in het regentschap Muara Enim van de provincie Zuid-Sumatra, Indonesië. Keban Agung telt 7753 inwoners (volkstelling 2010).